# الكرد في تركمانستان
الكرد في تركمانستان هم أشخاص من أصول كردية وولدوا في تركمانستان أو يقيمون فيها. في القرن السابع عشر، قام عباس الأول من فارس ونادر شاه بتسوية القبائل الكردية من خوزستان إلى جانب الحدود الإيرانية-التركمانية. وصل المزيد من الكرد إلى تركمانستان في القرن التاسع عشر للعثور على أراضٍ غير مُطالب بها وهربًا من المجاعة آنذاك.

## التاريخ
بعد حل كردستان الحمراء، تم ترحيل العديد من الكرد إلى تركمانستان. قام ستالين بترحيل العديد من الكرد من القوقاز إلى تركمانستان في عام 1937 ومرة أخرى في عام 1944. منذ الثمانينات من القرن الماضي، تعرض كرد تركمانستان لبرامج الاستيعاب التي ترعاها الحكومة. تحت حكم تركمانستان السوفيتية كان للكرد صحيفتهم ومدارسهم الخاصة، ولكن منذ استقلال تركمانستان، أغلق الرئيس التركماني صابر مراد نيازوف تقريباً جميع المدارس غير التركمانية. غالبية الكرد التركمان هم من أتباع الإسلام السني، مع أقلية صغيرة من أتباع الإسلام الشيعي.

## تعداد السكان
| عام (ميلادي) | تعداد السكان | ملحوظة                                     |
| ------------ | ------------ | ------------------------------------------ |
| 1926         | 2,308        | في جمهورية تركمانستان الاشتراكية السوفيتية |
| 1936         | 1,954        | في جمهورية تركمانستان الاشتراكية السوفيتية |
| 1959         | 2,263        | في جمهورية تركمانستان الاشتراكية السوفيتية |
| 1970         | 2,933        | في جمهورية تركمانستان الاشتراكية السوفيتية |
| 1979         | 3,521        | في جمهورية تركمانستان الاشتراكية السوفيتية |
| 1989         | 4,387        | في جمهورية تركمانستان الاشتراكية السوفيتية |
| 1995         | 6,097 (0.1%) | في تركمانستان                              |